# Felizitas Mentel
Felizitas Mentel (* 6. Juni 1946 in Kempten (Allgäu)) ist eine deutsche Künstlerin. Sie wohnt und arbeitet in Ludwigshafen-Rheingönheim.

## Leben und Werk
Felizitas Mentel lebt seit ihrer Grundschulzeit in Ludwigshafen am Rhein. 1964 bis 68 studierte sie Grafik an der Freien Akademie Mannheim bei Paul Berger-Bergner. In den 70er Jahren schuf sie Grafiken, Collagen und Frottagen von „Industrielandschaften“. Anfang der 80er Jahre entwickelten sich daraus Landschaftsgrafiken und -collagen im informellen Stil. Mitte der 1980er Jahre begann sie sich mit dem Thema Licht zu beschäftigen und dieses in Form von selbst gebogenen Neonröhren einzubeziehen. In diesen damaligen Neon-Wandbildern bilden die Röhren die Landschaftslinien und heben somit deren Form hervor.
Hier, wie auch im rein grafischen Schaffen von Felizitas Mentel fand in den Folgejahren eine Änderung der Perspektive statt. Panoramaansichten wurden durch die Hinwendung zum Landschaftsdetail ersetzt, die Horizontlinien verschwanden vor allem auch im Werkzyklus zum Thema Lavafeld vollkommen. So werden bei den Neon-Bleifaltungen nur noch Ausschnitte von Lavalandschaften gezeigt, bei denen die Neonröhren glühende, die Oberfläche durchbrechende Lavaströme darstellen.
Parallel zur Auseinandersetzung mit Landschaftsformen und Urkräften der Erde entwickelte sich im Laufe der Zeit ein weiterer Werkbereich mit Neon, die Neonstahl-Reliefs. Diese sind viel abstrahierter, hier treten vor allem klare Formen hervor. Durch die Neonröhren werden die Stahlkörper noch betont, zugleich bilden sie einen Kontrast zu deren Oberfläche und geben ihnen Farbe. Die bisher letzten Werkbereiche sind eine Fortführung der Beschäftigung mit dem Thema Licht. Zum einen sind Neon-Bleiskulpturen entstanden, zum anderen  Skulpturen aus luminiszierendem Plexiglas wie auch Installationen aus  fluoreszierendem Glasfaservlies.

## Preise und Stipendien
- 1983: Arbeitsstipendium Künstlerbahnhof Ebernburg e.V., Bad Münster am Stein-Ebernburg
- 1984: Hans-Purrmann-Preis der Stadt Speyer
- 1984: Arbeitsstipendium des Landes Rheinland-Pfalz (Neonobjekte und Neonbilder)
- 1985: Arbeitsstipendium der Stadt Wolfsburg
- 1993: Arbeitsstipendium des Landes Rheinland-Pfalz (Neonstahl-Skulpturen)
- 2008: Pfalzpreis für Bildende Kunst[1]

## Eigene Ausstellungen (Auswahl)
- 1979: Kunstverein Unna
- 1980: Städtische Galerie Untere Schranne, Biberach an der Riß
- 1981:  Klingenmuseum Solingen
- 1982: Mittelrhein-Museum, Koblenz
- 1982 Wilhelm-Hack-Museum (Galerie Scharpf), Ludwigshafen am Rhein
- 1983: Künstlerbahnhof Ebernburg, Bad Münster am Stein – Ebernburg
- 1985: Kunstverein Speyer
- 1986: Pfalzgalerie Kaiserslautern
- 1988:  Westfälisches Landesmuseum, Münster
- 1988:  Museum Gelsenkirchen
- 1995: Kunsthalle Bielefeld
- 2005: Städtische Galerie Speyer (zusammen mit Thomas Duttenhöfer)
- 2007: Herrenhof (Mußbach) in Neustadt an der Weinstraße
- 2009/2010: Ausstellung im Museum Pfalzgalerie Kaiserslautern

## Ausstellungsbeteiligungen (Auswahl)
- 1975:  Kunstpreis junger Westen Kunsthalle Recklinghausen
- 1977: Landesberufsverband Baden-Württemberg, Stuttgart
- 1979: Orangerie Kassel, vorgeschlagene Stipendiaten –  Villa Massimo, Rom
- 1980: Badischer Kunstverein, Karlsruhe
- 1982: Hambacher Fest, Hambacher Schloß
- 1984: Mittelrhein-Museum Koblenz, Künstler aus Rheinland-Pfalz
- 1986: Badischer Kunstverein Karlsruhe, Arbeiten, die sich aus dem Boden entwickeln
- 1987: Fellbach, Lichtkunst
- 1988: Städtische Galerie Karlsruhe, Zurück zur Natur, aber wie? Kunst der letzten 20 Jahre
- 1992: Pfalzgalerie Kaiserslautern, Bezirksverband Pfalz, Die Pfalz heute
- 1993: Stadtgalerie Mainz, APK-Jahresausstellung und EAM Kassel, Licht – Glas – Kunst
- 1996: Herrenhof Mußbach, APK-Jahresausstellung
- 2005: Museum Ettlingen – Objekt und Farbe

## Auswahl ausgeführter Arbeiten in öffentlich zugänglichen Gebäuden
- Hauptverwaltung der  EnBW,  Karlsruhe
- Innenministerium Sachsen, Landespolizeischule Chemnitz
- Oberpostdirektion Heidelberg
- Ludwigshafen am Rhein, Stadthaus Süd
- Innenministerium Rheinland-Pfalz Polizeipräsidium Ludwigshafen

## Bibliographie (Auswahl)
- 1976: Strukturen Strukturierung Strukturiertes
- 1985: Pfalzgalerie Kaiserslautern, Felizitas Mentel – Arbeiten mit Licht und Farbe
- 1995: Kunsthalle Bielefeld, Felizitas Mentel – Lavafeld
- 2009: Museum Pfalzgalerie Kaiserslautern, Felizitas Mentel – Skulpturen, Installationen[2]